# Giardino d'inverno
Giardino d'inverno va ser un programa de televisió italià del gènere de varietats musicals, que fou emès per la Rai 1 des del 21 de gener de 1961, els dissabtes a la tarda a les 21:00 per dotze episodis. El 1961 va obtenir una Rose d'Argent al Festival de Montreux.

## El programa
El programa obre el music-hall a suggeriments internacionals. De fet, cada nit es caracteritza per un tema: el Chicago del jazz a la Bahía dels ritmes sud-americans, gràcies a l'orquestra de quaranta elements liderats per Gorni Kramer.
La varietat, conduïda pel Quartetto Cetra, tenia espais còmics animats per Henri Salvador i va suposar el debut a Itàlia de les bessones Kessler, així com d'Ornella Vanoni com a vedette de la cançó italiana.

## Equip tècnic
- Guió: Antonello Falqui
- Coreografia: Gino Landi i Don Lurio
- Direcció musical: Gorni Kramer